# Yaxuná

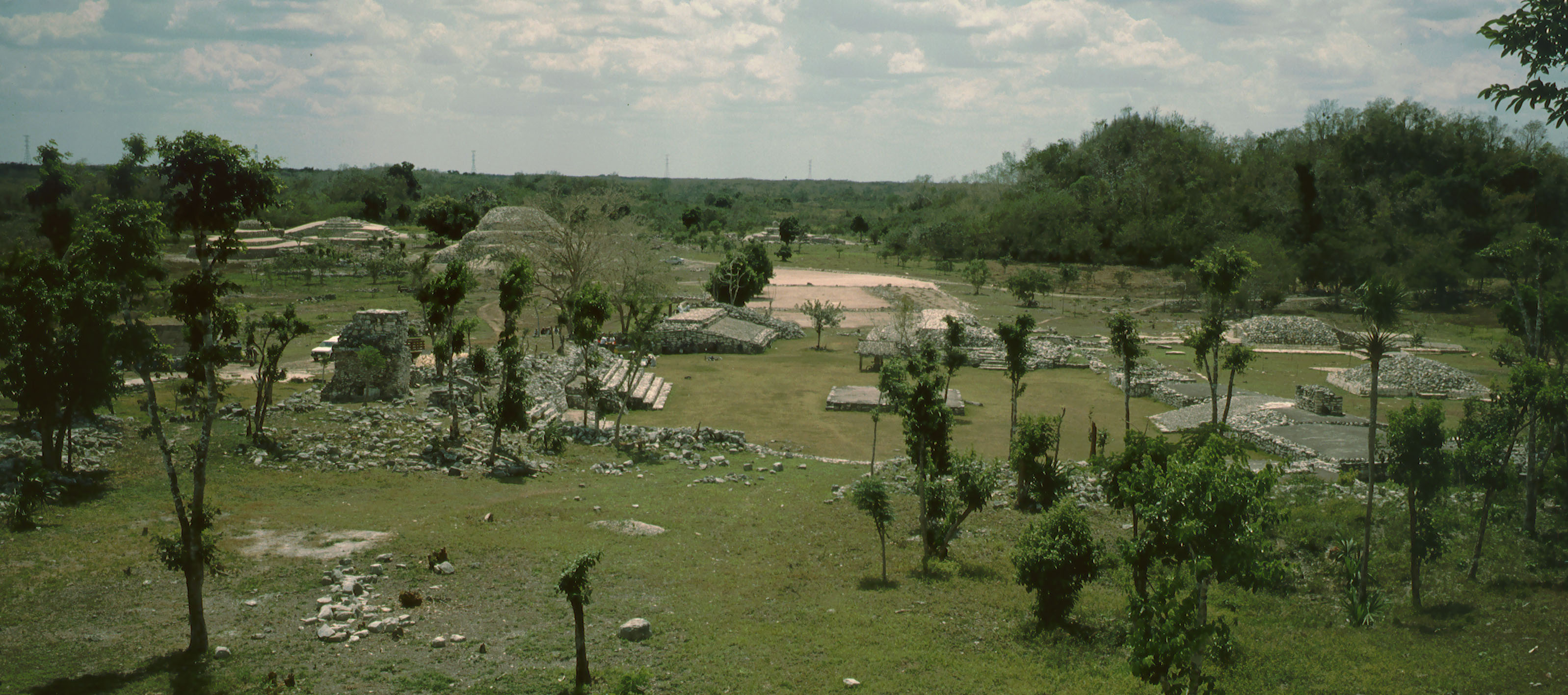
Überblick über den zentralen Teil von Yaxuná

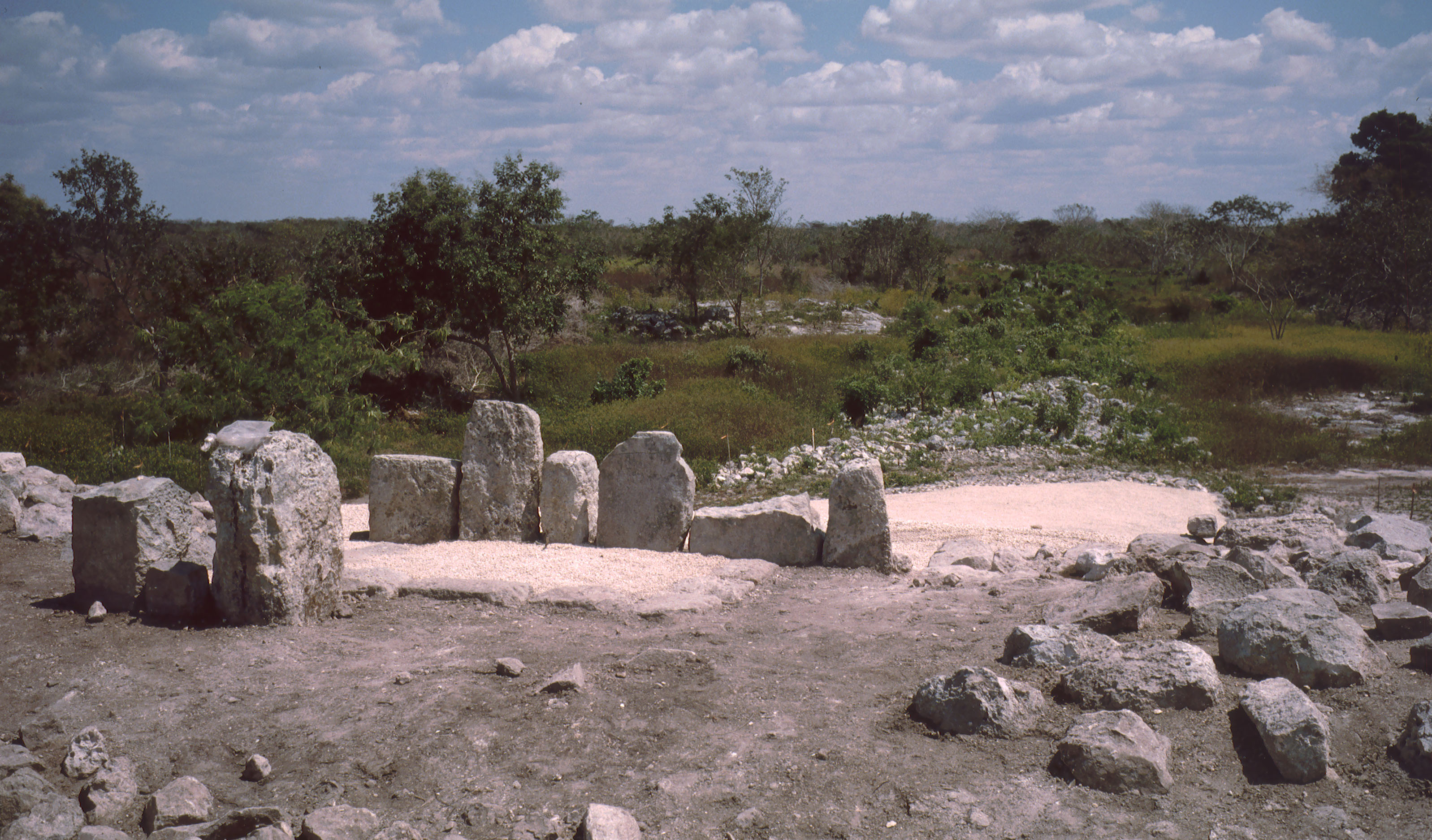
Endpunkt des Sacbé nach Cobá

Yaxuná ist eine wichtige Ruinenstätte der Maya in Mexiko. Sie befindet sich auf der Halbinsel Yucatán im Bundesstaat Yucatán, etwa 19 Kilometer südsüdwestlich von Chichén Itzá. Yaxuná ist bekannt als der westliche Endpunkt des Sacbé der über rund 100 Kilometer bis nach Cobá führt.
Yaxuná war eine mittelgroße Mayastadt, die sich mit über 650 Bauresten auf einer Fläche von eineinhalb Quadratkilometer erstreckt. Sie war vor allem in der Spät- und Endklassik besiedelt, wenngleich die Anfänge viel weiter zurückreichen. Seit 1986 wurden mehrere Feldkampagnen zunächst von David Freidel und später durch das Instituto Nacional de Antropología e Historia durchgeführt. Im Zentrum wurden mehrere Bauten ausgegraben und teilweise rekonstruiert.
Während der Frühen Klassik wurde ein König von Yaxuná geköpft und mit seinem Gefolge in der Pyramide 6F-4 der Nordakropolis bestattet. Der siegreiche Nachfolger errichtete eine Stele, die ihn mit Trachtstücken zeigt, die an Zentralmexiko erinnern. Später wurde diese Stele nach einer neuerlichen Eroberung des Ortes geschändet und hinter dem Gebäude vergraben. Diese Rituale, die auch in anderen Mayastädten nachweisbar sind, zeigen die symbolische Bedeutung von Bauten und Monumenten.